# فهرست امامان اسماعیلیه
این فهرستی از امام‌های اسماعیلی است، که توسط فرقه های مختلف آن به رسمیت شناخته شده اند. اسماعیلی‌ها همه آن‌ها را از اهل بیت و واسطه فیض خداوندی می‌دانند.

## نخستین امام‌ها
همه فرقه‌های اسماعیلی در چهار امام اول را با شیعیان زیدی و در شش امام اول را با شیعیان دوازده امامی مشترکند. نزاری‌ها و مستعلی‌ها در مجموع به اسماعیلی‌های فاطمی نیز شناخته می‌شوند، و گروهی دیگر به نام اسماعیلیه هفت‌امامی نیز وجود دارد که با این دو گروه تفاوت دارد.
زیدی‌ها برخلاف اسماعیلی‌ها و دوازده‌امامی‌ها، پس از امام سجاد (امام چهارم)، به امامت امام باقر (امام پنجم) معتقد نیستند و برادر کوچکتر ایشان، یعنی زید بن علی را امام بعدی خود می‌دانند. پس از امام جعفر صادق (امام ششم)، دوازده‌امامی‌ها، امام موسی کاظم (امام هفتم دوازده‌امامی‌ها) را امام بعدی خود می‌دانند، در حالی که اسماعیلی‌های فاطمی، برادر بزرگ‌ترش اسماعیل بن جعفر (امام ششم نزاری‌ها و مستعلی‌ها)را امام بعدی خود می‌دانند و سپس پس از او، پسرش محمد بن اسماعیل (امام هفتم نزاری‌ها و مستعلی‌ها) را به عنوان امام قبول دارند. اسماعیلی‌های هفت‌امامی نیز اسماعیل بن جعفر یا پسرش محمد بن اسماعیل را آخرین امام و مهدی غائب خود می‌دانند.
| هفت‌امامی‌ها | هفت‌امامی‌ها | فاطمی‌ها  | فاطمی‌ها |                          |                                             |
| واقفی‌ها    | قرمطی‌ها    | مستعلی‌ها | نزاری‌ها | شخصیت                    | دوره زمانی                                  |
| ---------- | ---------- | -------- | ------- | ------------------------ | ------------------------------------------- |
| ۱          | ۱          | اساس     | ۱       | علی                      | (۶۳۲–۶۶۱)                                   |
| ۲          | ۲          | ۱        | مستوده  | حسن بن علی               | (۶۶۱–۶۶۹) مستعلی                            |
| ۳          | ۳          | ۲        | ۲       | حسین بن علی              | (۶۶۹–۶۸۰) (مستعلی) {{سخ}} (661–680) (نزاری) |
| ۴          | ۴          | ۳        | ۳       | علی بن حسین زین العابدین | (۶۸۰–۷۱۳)                                   |
| ۵          | ۵          | ۴        | ۴       | محمد الباقر              | (۷۱۳–۷۳۳)                                   |
| ۶          | ۶          | ۵        | ۵       | جعفر الصادق              | (۷۳۳–۷۶۵)                                   |
| ۷ (مهدی)   | -          | ۶        | ۶       | اسماعیل بن جعفر          | (۷۶۵–۷۷۵)                                   |
| -          | ۷ (مهدی)   | ۷        | ۷       | محمد بن اسماعیل          | (۷۷۵–۸۱۳)                                   |

آن‌ها دین خود را از پایگاه‌های خود در سوریه از طریق داعی‌ها تبلیغ می‌کردند. در سال ۸۹۹ میلادی، عبیدالله المهدی بالله اعلام کرد که او «امام زمان» است و همچنین چهارمین نواده مستقیم محمد بن اسماعیل از همان سلسله است و سه نواده قبلی او را داعی و «امامان پنهان» اعلام کرد. این امر باعث اختلاف میان پیروان او شد و بعضی ادعای او را پذیرفتند و بعضی بمانند قرمطی‌ها ادعای او را به چالش کشیدند و محمد بن اسماعیل را امام غائب می‌دانستند. عبیدالله المهدی بالله در نهایت اولین خلیفه فاطمی در مصر و شمال آفریقا بود. اسماعیلی‌های هفت‌امامی در شرق عربستان، سوریه و مدتی در شمال ایران به حیات خود ادامه دادند، اما به تدریج با اسماعیلی‌های فاطمی و سایر جوامع شیعی جایگزین شدند.
- وفی احمد در زمان وفی احمد است که تعلیمات اسماعیلیان سازمانمند می‌شود و داعیان این مذهب در سراسرجهان اسلام به تبلیغ می‌پردازند(عبد الله محمد)اولین داعی در سلسله داعیان اسماعیلیه
- تقی محمد داعی دوم
- عبدالله زکی (حسین بن احمد)داعی سوم
- عبیدالله مهدی داعی چهارم و اولین خلیفه فاطمی که آشکارا خود را امام خواند.
- محمد قائم بأمرالله
- اسماعیل منصور (منصور بنصر الله)
- المعزلدین الله
- ابومنصور نزار العزیزبالله
- حاکم بأمرالله ششمین خلیفه فاطمی که در سال ۱۰۲۱ ناپدید شد و دروزیها معتقد به مهدویت او هستند.
- علی ظاهر (ظاهر العزیز دین الله)
- معاذ مستنصربالله

## ائمه مستعلیه
- احمد مستعلی
- منصور بن مستعلی
- طیب بن منصور ابوالقاسم که مستعلیه او را آخرین امام می‌دانند و قائل به غیبت او هستند.

## ائمه نزاریه
- نزار
- هادی بن نزار
- مهتدی منصور
- حسن قاهر
- علی ذکره السلام
- اعلا محمد(نور دین محمد)
- جلال الدین حسن
- علاء الدین محمد
- رکن الدین خورشاه
- شمس الدین محمد
- قاسم شاه
- اسلام شاه
- محمد بن اسلامشاه
- مستنصربالله دوم (علی شاه المستنصر ثانی)
- عبدالسلام شاه
- غریب میرزا (عباس شاه غریب میرزا)
- ابوذر علی نورالدین
- مراد میرزا
- ذوالفقار علی
- نورالدین علی
- خلیل الله دوم (خلیل الله ثانی علی)
- نزار دوم
- سید علی
- سیدحسن علی(سید علی بیگ)
- قاسم علی
- ابوالحسن علی
- شاه خلیل الله سوم
- آقاخان اول (حسنعلی شاه)
- آقاخان دوم (آقا علی شاه)
- آقاخان سوم (سلطان محمد شاه)
- آقاخان چهارم (شاه کریم حسینی)
- آقاخان پنجم (رحیم آقاخان)

## کتابشناسی/ یادکردها
- ویلیام بوردهی (۱۳۶۴)، تحقیقی در آیین اسماعیلیه، ترجمهٔ زهرا سعیدی، مشهد: تابناک
- محمد بن زین العابدین (۱۳۶۲)، تاریخ جماعت اسمعیلیه:هدایت المومنین الطالبین، ترجمهٔ هما خاقان زاده، به کوشش الکساندر سیمونوف.، تهران: اساطیر